# 무코가와역
무코가와역(일본어: 武庫川駅, むこがわえき)은 일본 효고현 니시노미야시와 아마가사키시에 있는 한신 전기철도의 역이다. 역 번호는 HS 12이다.
급행과 구간급행 정차역에서 평일 아침 저녁을 제외한 쾌속 급행도 정차한다.

## 이용 가능 철도 노선
- 한신 전기철도
  - 본선
  - 무코가와 선 - 시발역

## 역사
- 1905년 4월 12일: 한신 본선의 개업과 동시에 영업 개시.
- 1943년 11월 21일: 무코가와 선의 당역 ~ 스사키 역 구간 개업.
- 1944년 8월 17일: 무코가와 선의 무코오하시 ~ 당역 구간 개업.
- 1946년 1월 5일: 무코가와 선의 여객 영업 정지.
- 1948년 10월 10일: 무코가와 선 당역 ~ 스사키 역 구간 여객 영업 재개.
- 1984년 4월 3일: 무코가와 선 스사키 ~ 무코가와 단지 앞역 구간 연장에 의하여 서쪽 출입구의 개찰구 개설, 무코가와 선 승강장 사이에 중간 개찰 설치.
- 1985년 4월 14일: 정지 중의 무코오하시 ~ 당역 구간 폐지.
- 2001년 3월 10일: 시간대 제한 정차인 급행 열차는 종일 정차가 됨.
- 2002년: "긴키의 역 백선"에 선정됨.
- 2009년 3월 20일: 평일 아침 저녁을 제외한 쾌속 급행 정차.
- 2014년 4월 1일: 역 번호 도입.

## 역 구조

### 본선
본선은 무코 강에 걸리는 교량 위에 상대식 승강장 2면 2선의 구조이다. 분기기, 절대 신호가 없어 정류장으로 분류된다. 무코가와 선의 접속역이지만, 무코가와 선에 대한 연결선은 본 역이 아닌 당역 ~ 나루오 역 사이에 있는 무코가와 신호장에서 분기한다.
승강장 유효 길이는 한신 차량 6량 편성분의 길이였으나, 2008년에 승강장이 연장되어 긴키 닛폰 철도 차량의 6량 편성분의 길이가 되었고 동시에 LED식 안내 표시 장치가 설치되어 있다. 자동 방송에 대해서도 상세 방식이 되었지만 2017년 1월 기준으로 문안상에서의 역 번호는 생략되어 있다(아시야가와 역과 같은 형식).

### 무코가와 선
무코가와 선의 승강장은 니시노미야 시의 지상부에 있어 섬식 승강장 1면 2선의 구조이다. 서쪽 철길에는 차막이가 있고, 동쪽의 선로는 입환선 및 본선의 연결선과 이어져 있다. 다만, 여객 열차는 동쪽의 선로 밖에 사용되지 않아 서쪽의 선로에는 장내, 출발 신호기가 모두 설치되어 있지 않다. 실질적으로는 단선 승강장 1면 1선이다.

### 역사
다리의 양단, 즉 니시노미야 시와 아마가사키 시 쪽의 쌍방에 있고 아마가사키 시 측은 무코가와 제방 상에 본선의 상하행선 각각의 승강장에 접하는 형태로 역사(개찰구)가 있다. 니시노미야 시 측은 무코가와 선 승강장과 접하는 형태로 제방 상의 지상 부분에 역사가 있다.
무코가와 교량 상의 본선 승강장과 제방 내에 있는 무코가와 선 승강장 사이로는 연결 통로가 있다. 니시노미야 시 역사 내, 무코가와 선의 승강장 입구에는 중간 개찰이 있고 본선에서 환승객, 본 역의 개찰구에서 입장한 고객은 다시 한번 개찰을 통과할 필요가 있다. 2025년 3월 5일부터 ICOCA 카드도 히가시나루오역까지의 요금에 도달하지 않으면 통과할 수 없게 된다.
과거에는 니시노미야 시 측에 역사는 없었다. 본선에서 무코가와 선으로 환승하려면 일단 아마가사키 시 측의 개찰구에서 출전한 후, 교량의 가장 남쪽 승강장과 인접하는 형태로 설치된 개찰 외 연결통로에서 무코 강을 건널 필요가 있었다. 이 통로는 니시노미야 시 측에 역사가 설치된 두 노선이 개찰 내에서 갈아탈 수 있게 되어 보행자용의 자유 통로로 사용되고 두 개의 시를 오가는 데 이용되고 있으며 개찰 외로 연결되었던 시대에는 한신 본선에서 무코가와 선으로 환승했었다. 그 당시에는 하차 시에 개찰의 역무원에게 환승을 신청하고 무코가와 선의 승강장으로 향하게 되어 있었다. 한편, 무코가와 선 내의 것만으로 완결하는 승객 또는 무코가와 선에서 한신 본선으로 갈아타는 승객들은 무코가와 선 차장에게 신청하고 차내 보충권을 구입하게 되었다.

### 승강장
| 위치 | 승강장 | 노선          | 방향 | 행선                                         |
| ---- | ------ | ------------- | ---- | -------------------------------------------- |
| 교상 | 1      | ■ 본선        | 상행 | 아마가사키・오사카 (우메다)・난바・나라 방면 |
| 교상 | 2      | ■ 본선        | 하행 | 고베 (산노미야)・아카시・히메지 방면         |
| 지상 |        | ■ 무코가와 선 |      | 히가시나루오・스자키・무코가와단치마에 방면  |

## 역 주변

### 니시노미야 시 방면
- 효고 의과대학
  - 효고 의과대학 병원
- 니시노미야 스나고 의료 복지 센터
- 오카타 신사
- 니시노미야 고마쓰 우체국

### 아마가사키 시 방면
- 다나카 병원
- 무코가와 우체국
- 아마가사키 오쇼 우체국

## 버스 노선
아마가사키시 측 역사 남쪽 200m 정도 떨어진 국도 43호 고가 아래에 무코가와 정류장이 있으며, 한신버스 (아마가사키 시내선)가 발착한다.
- 30번: 한큐 츠카구치
- 47번: 무코 영업소/한큐 무코노소(남쪽)
- 47-2번: 무코 영업소
- 50-4번: JR 아마가사키(남쪽)
- 90번: 아마가사키 테크노랜드 앞(아침 1편만 운행)

## 사진

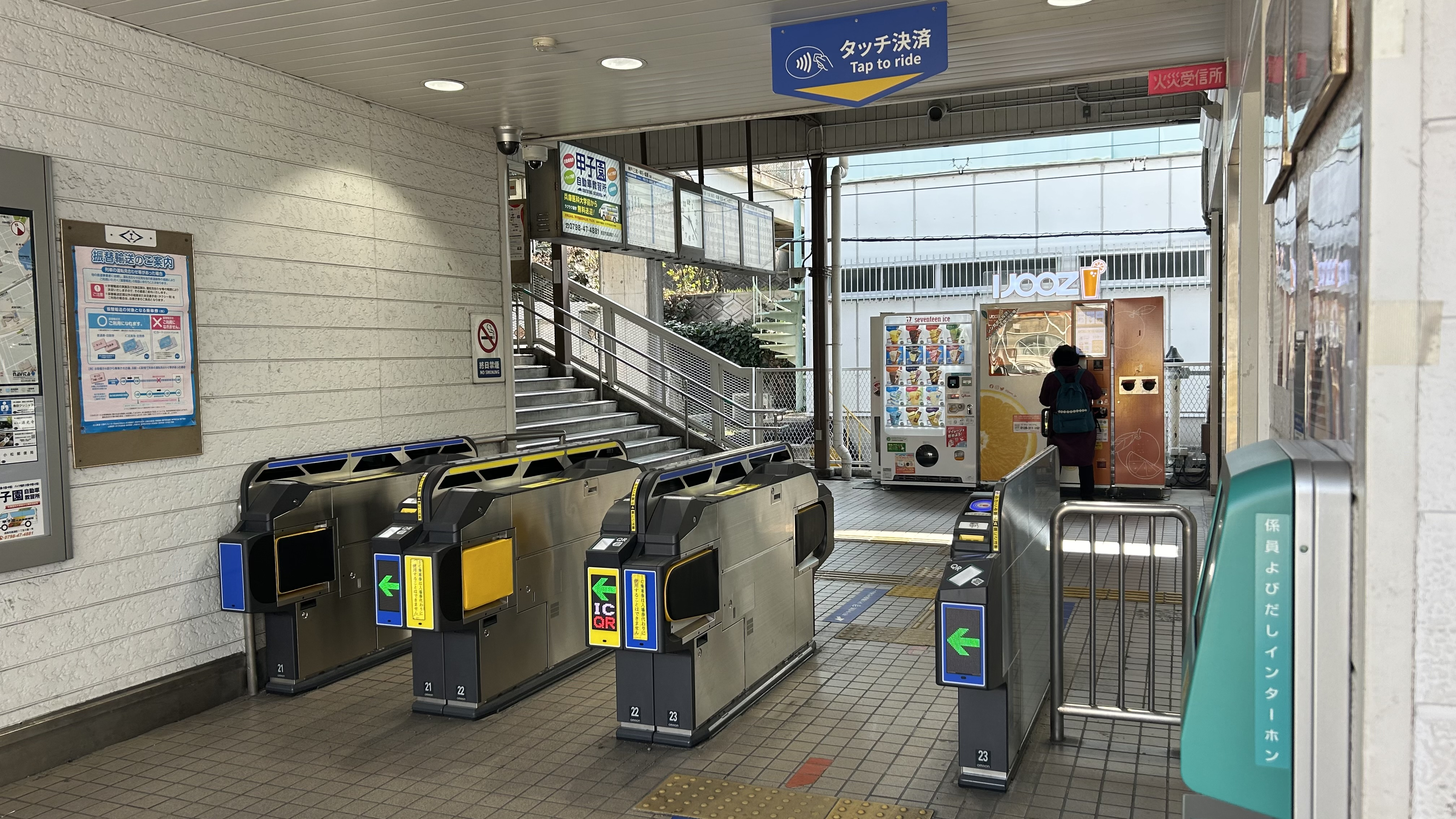
서쪽 개찰구
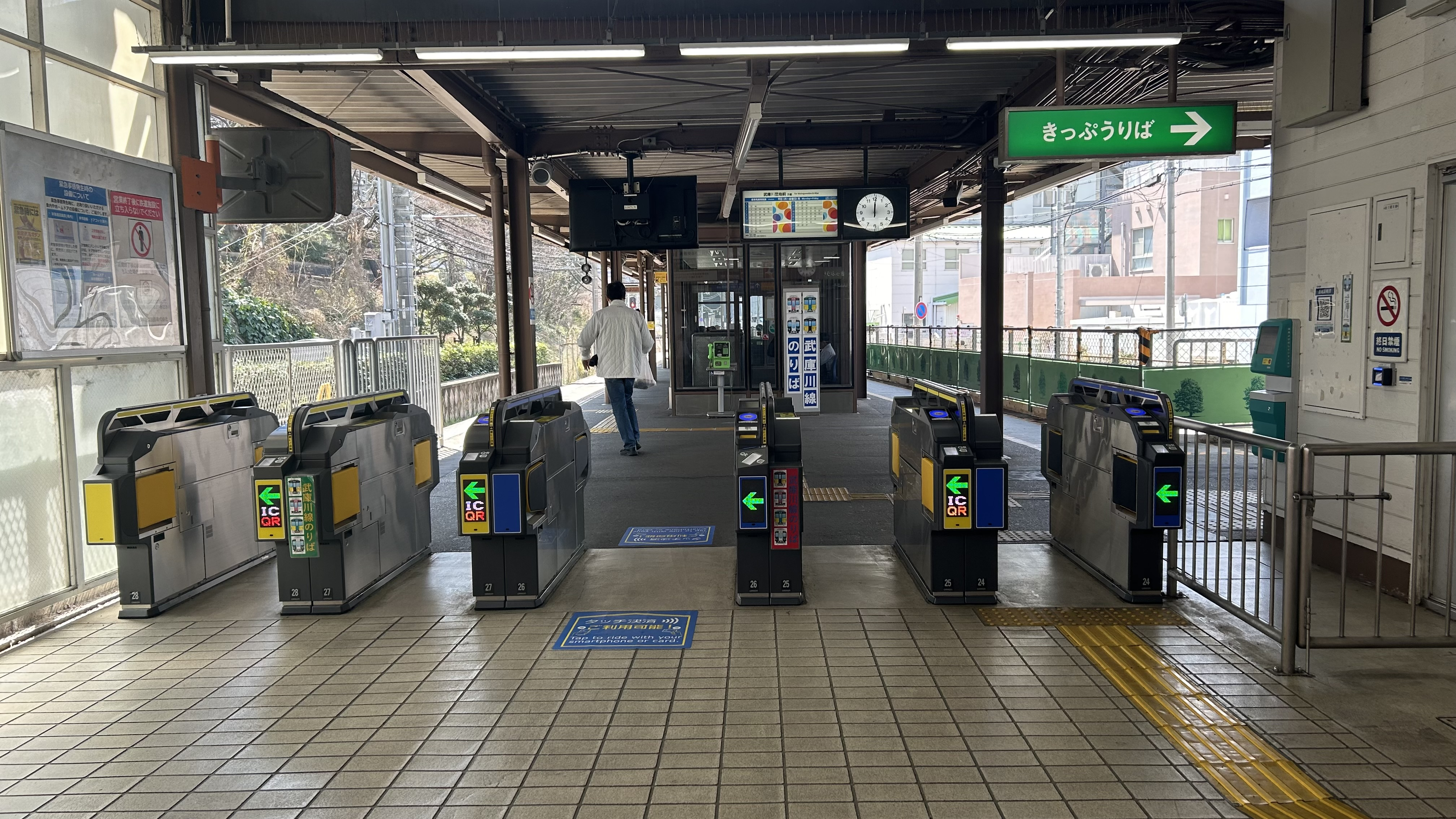
중간 개찰 개찰구
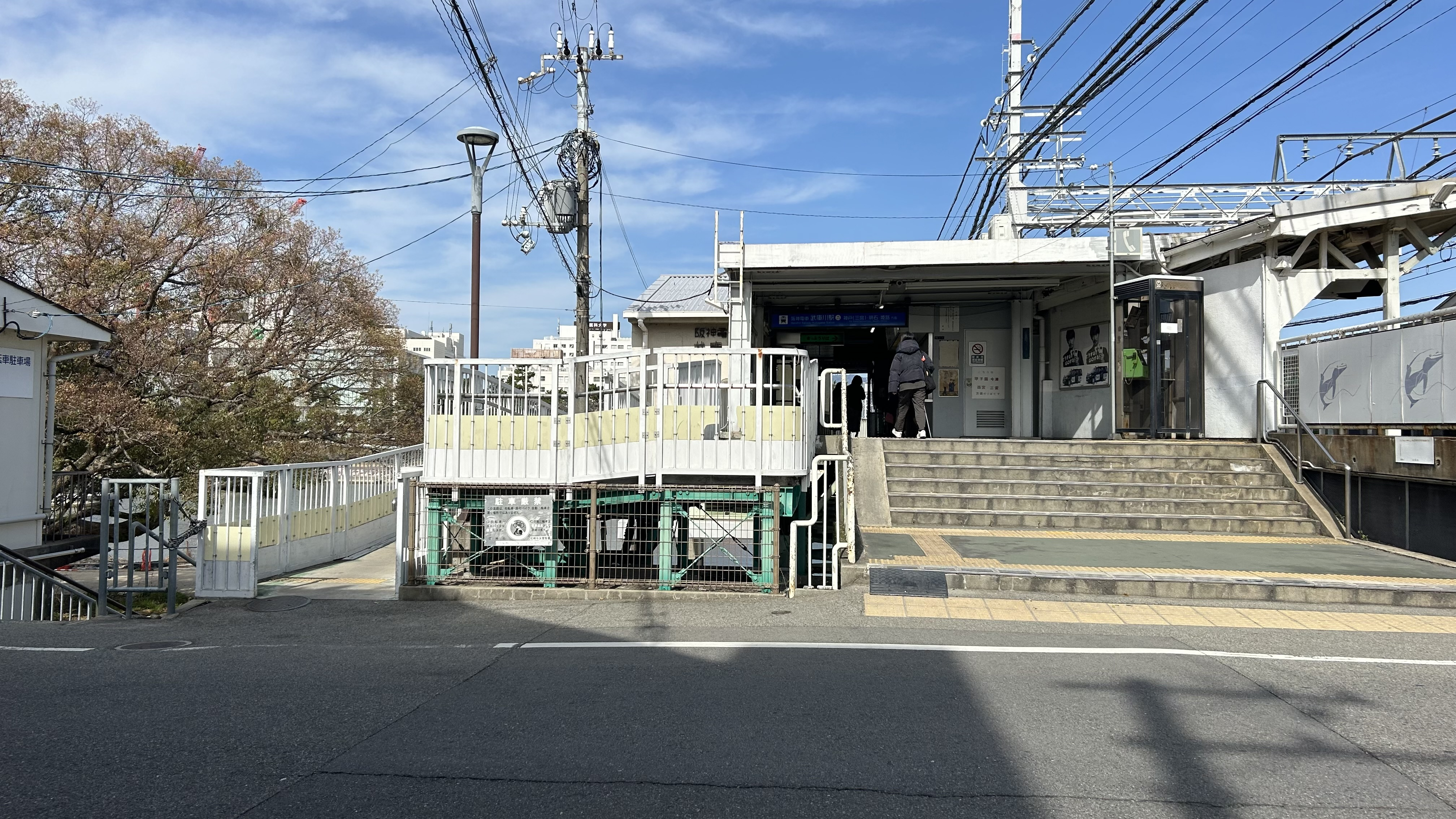
남동쪽 출입구
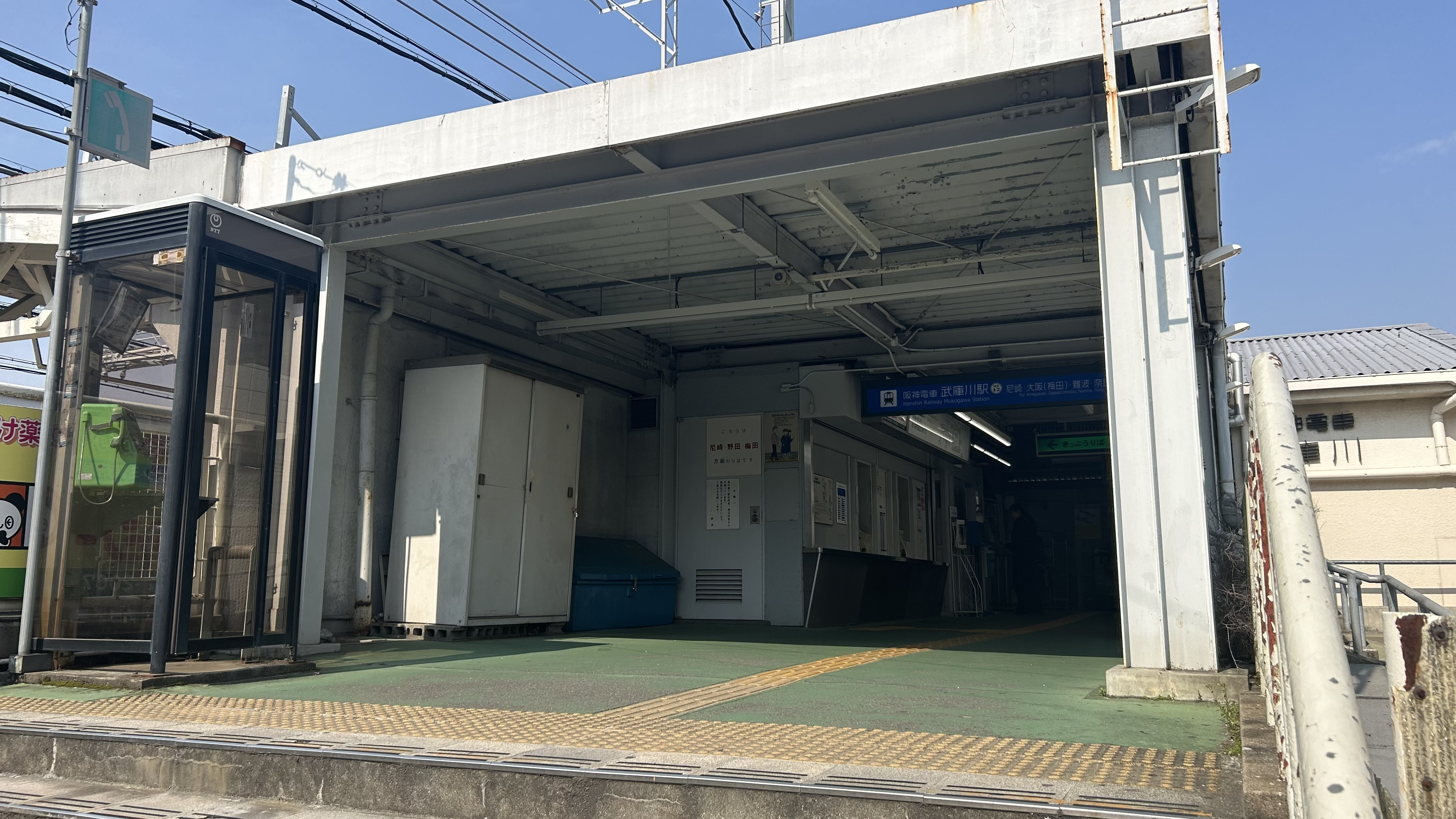
북동쪽 출입구
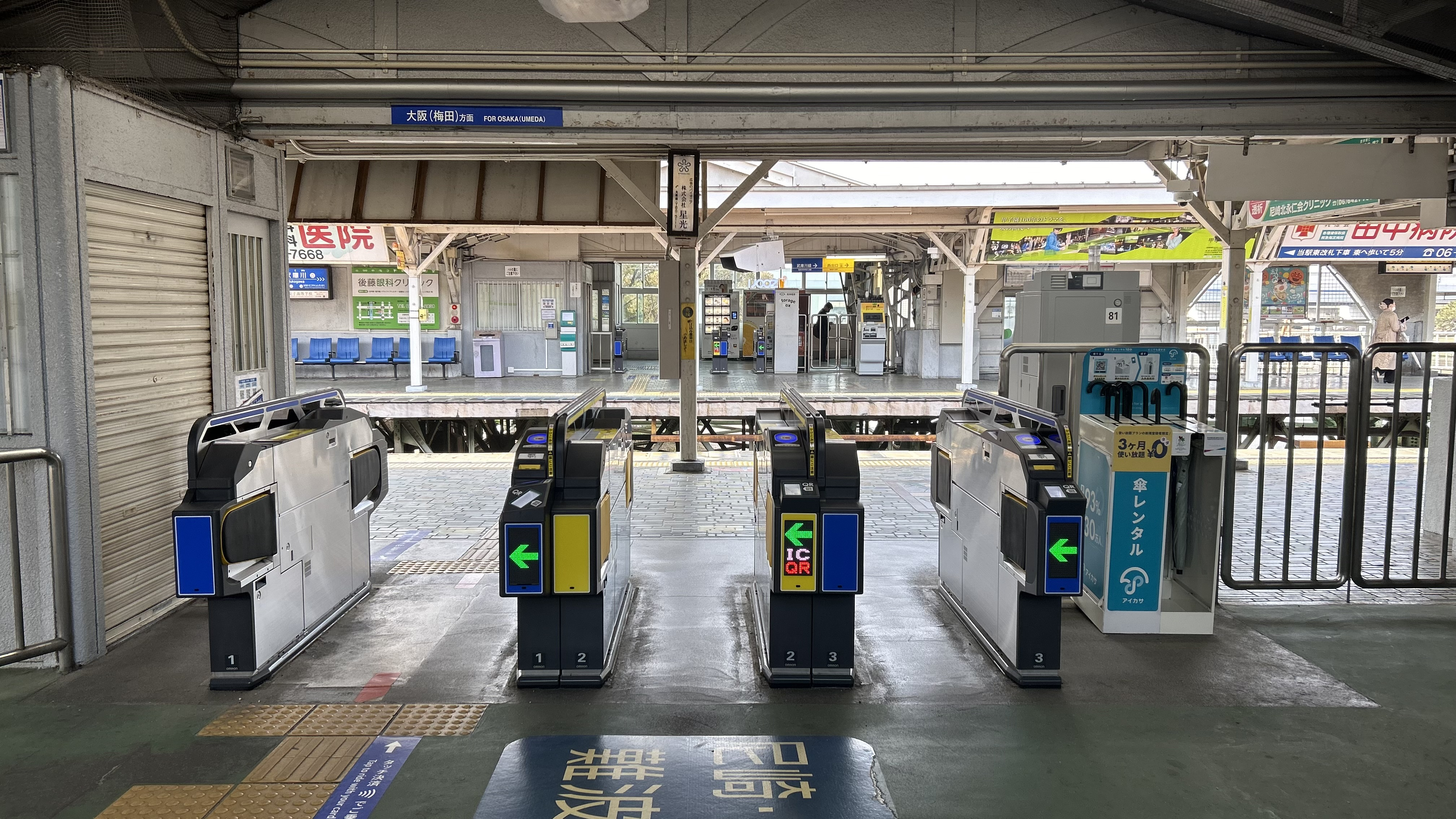
북동 개찰구
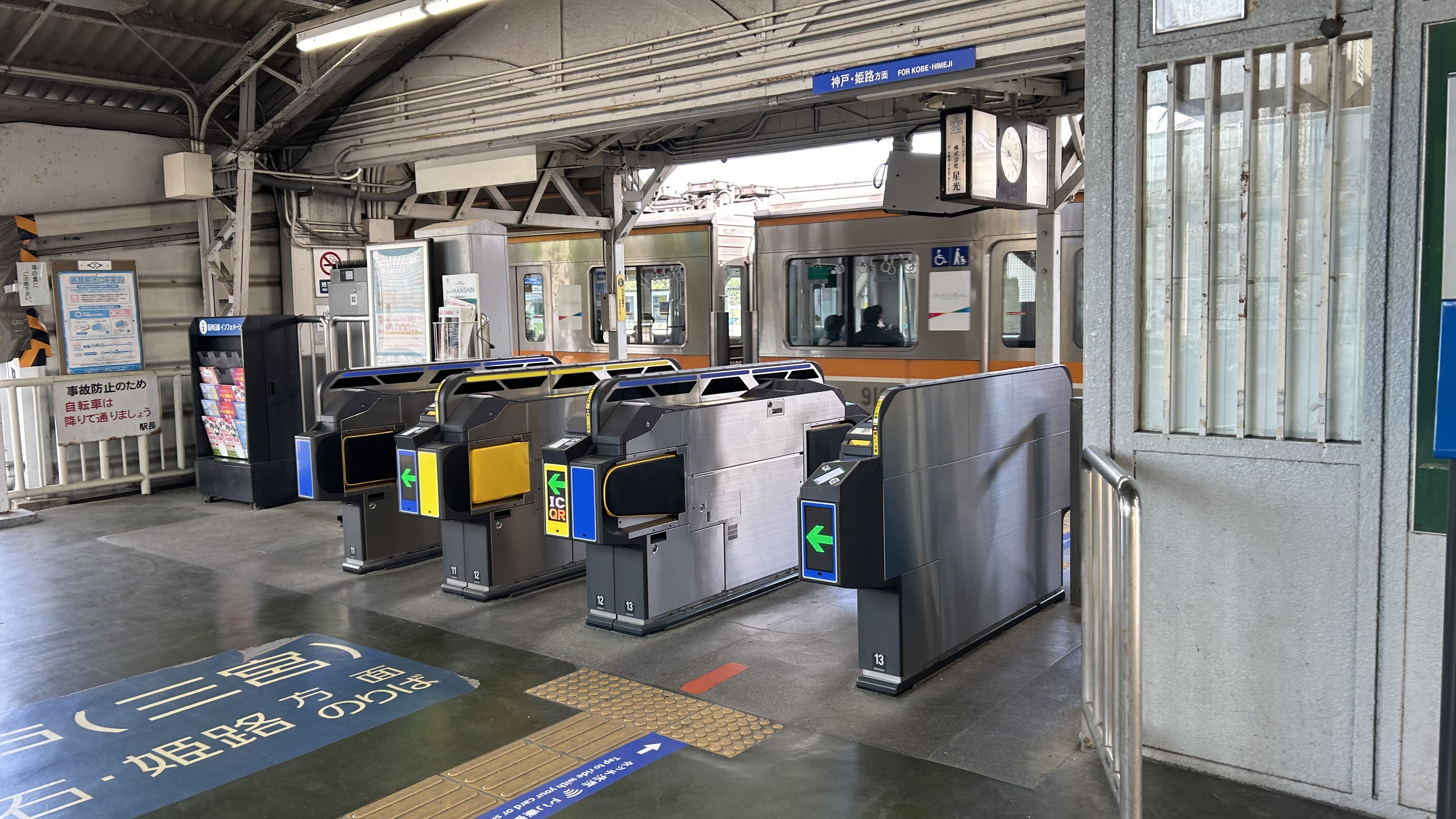
남동 개찰구
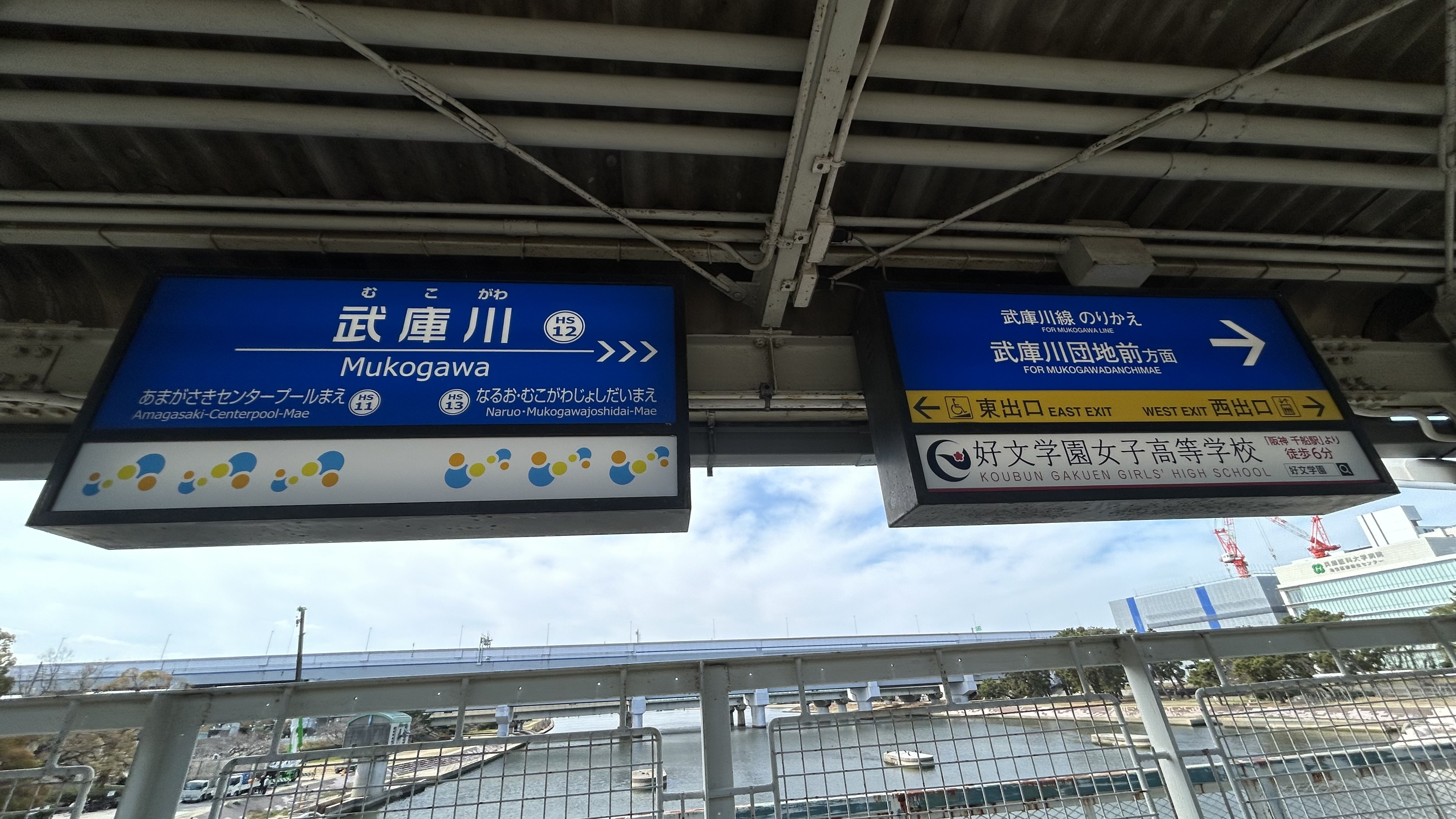
한신 본선 역명판
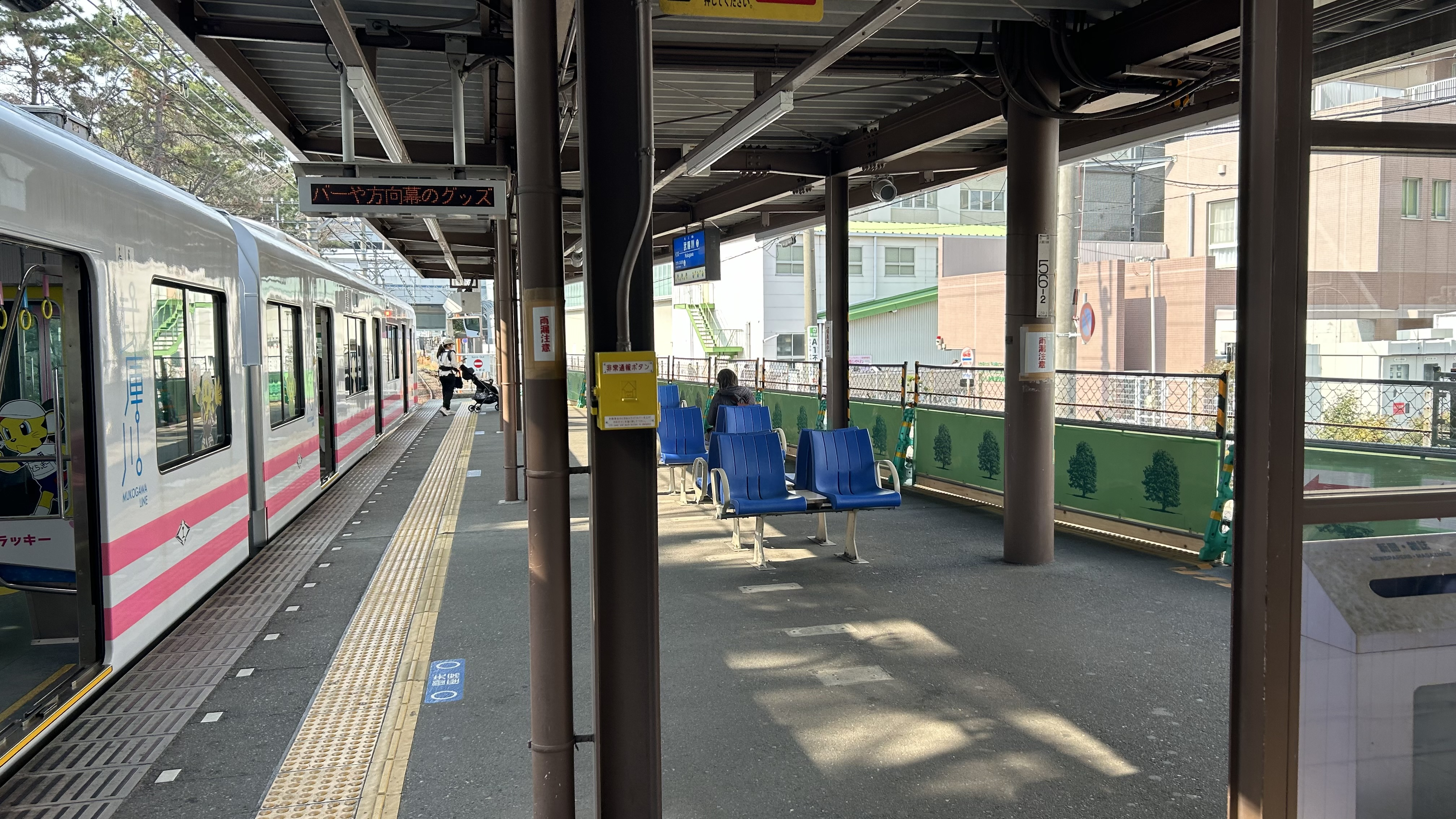
무코가와 선 승강장
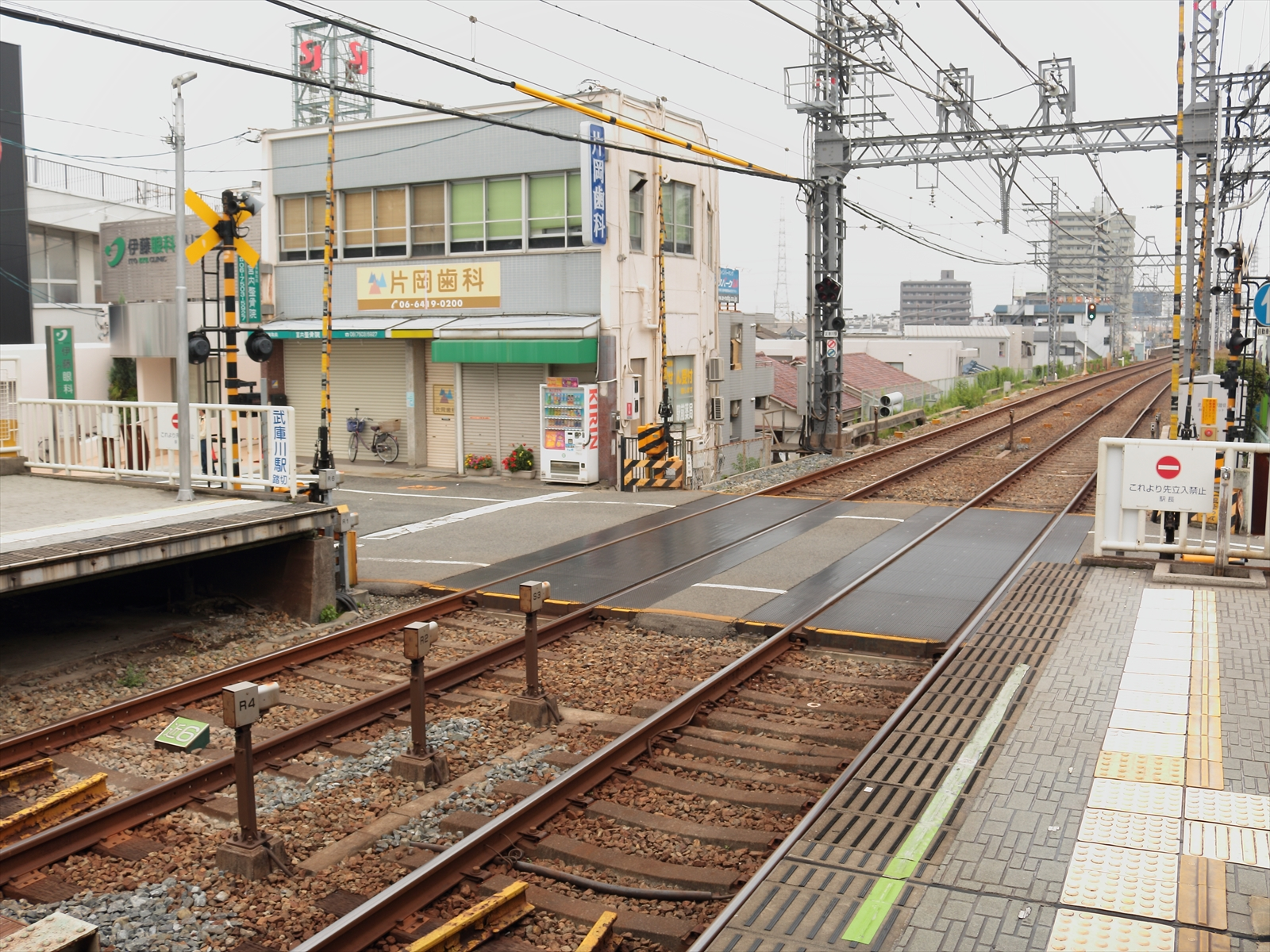
철도 건널목
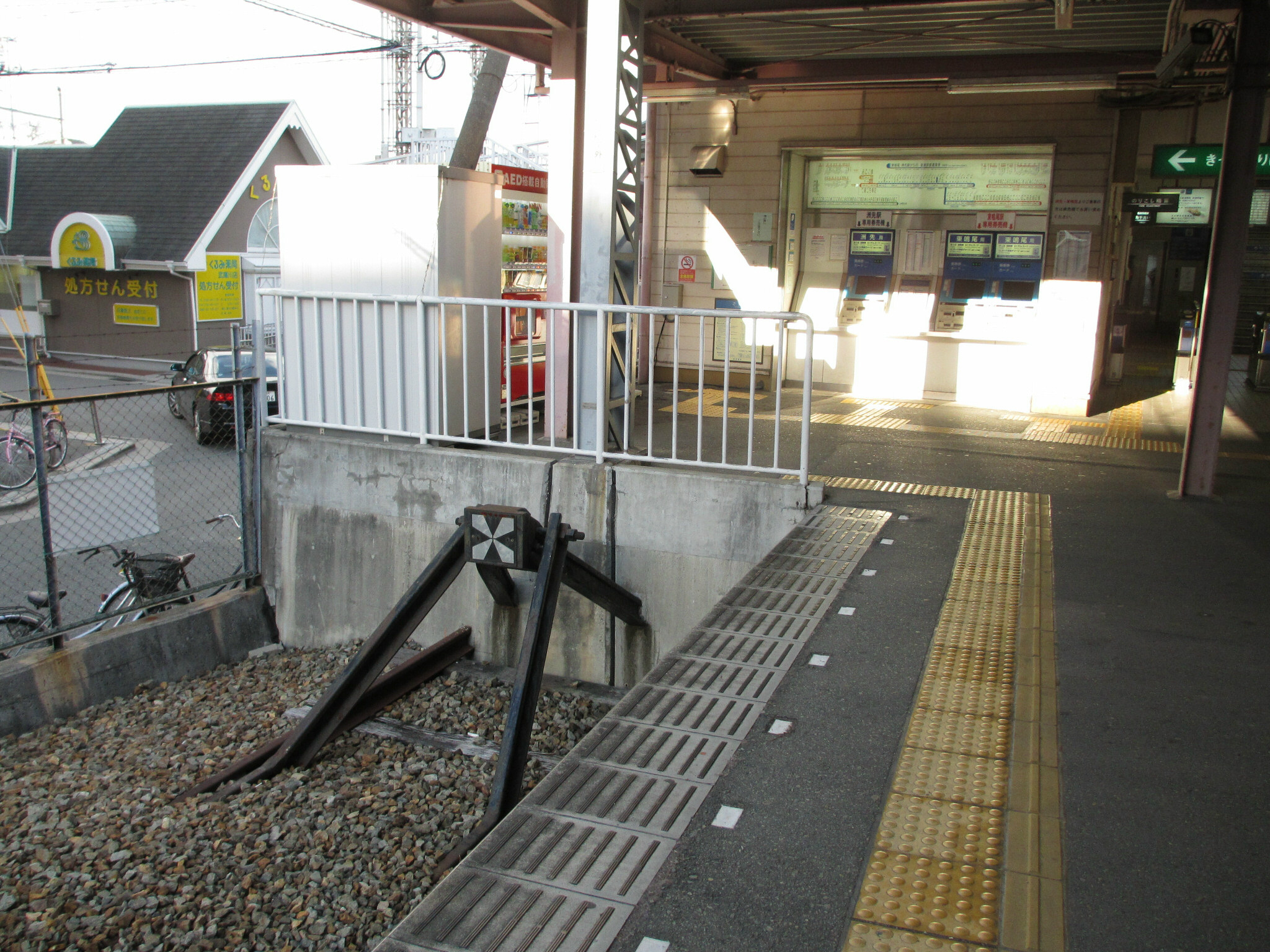
무코가와 선 승강장의 말단부
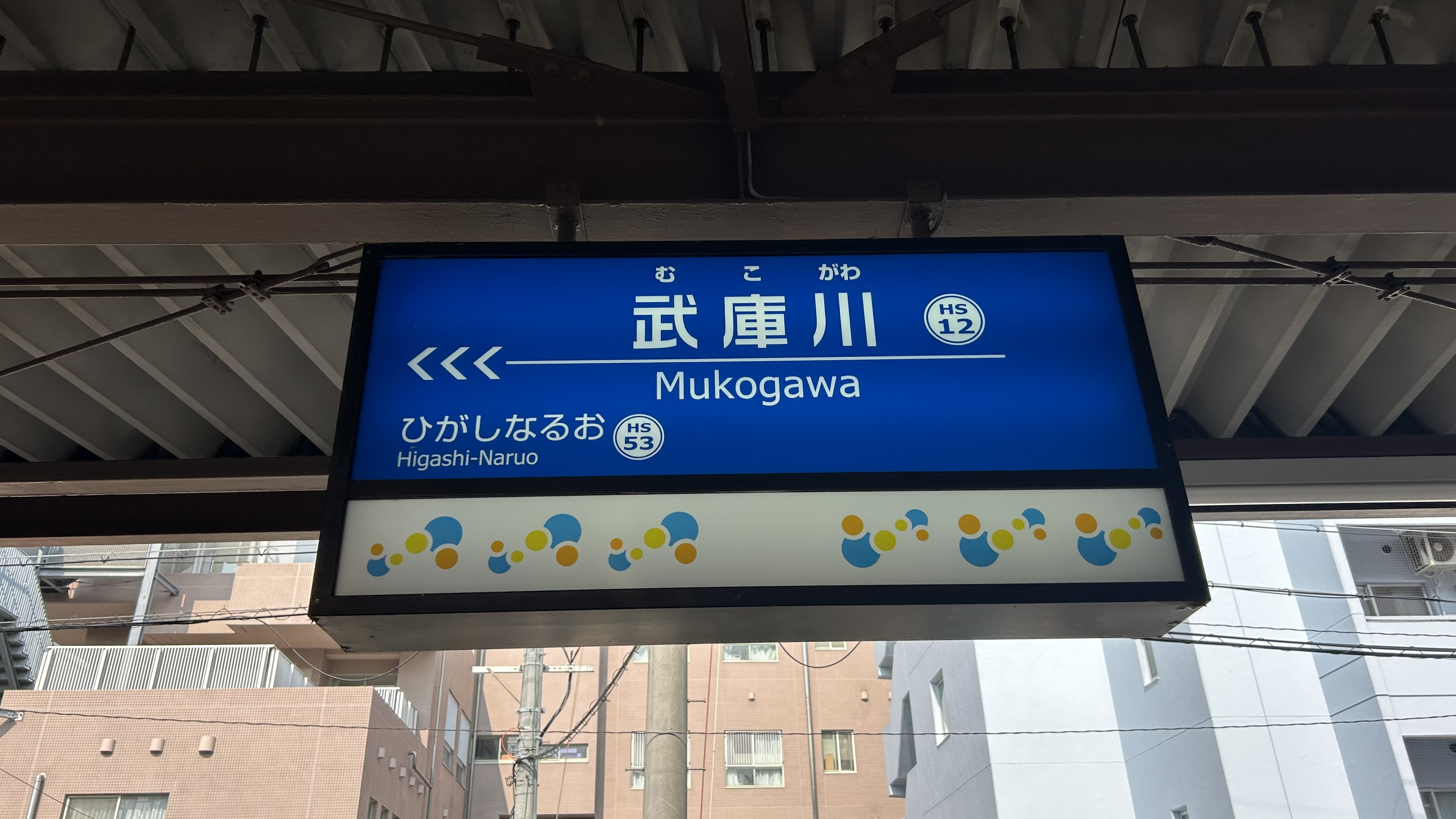
무코가와선 역명판

## 인접역
| 한신 전기철도 ■ 본선                    | 한신 전기철도 ■ 본선          | 한신 전기철도 ■ 본선                     |
| --------------------------------------- | ----------------------------- | ---------------------------------------- |
| HS 09 아마가사키 긴테쓰나라 방면        | ■ 쾌속급행(평일・주말) ■ 급행 | 고시엔 HS 14 신카이치・미카게 방면       |
| HS 09 아마가사키 우메다 방면            | ■ 구간급행                    | 나루오 HS 13 고시엔 방면                 |
| HS 11 아마가사키 센터풀마에 우메다 방면 | ■ 보통                        | 나루오 HS 13 신카이치 방면               |
| 한신 전기철도 ■ 무코가와 선             |                               |                                          |
| 시·종착역                               | 전 열차 각역정차              | 히가시나루오 HS 53 무코가와단치마에 방면 |